# Шталберг
Шталберг (њем. Stahlberg) општина је у њемачкој савезној држави Рајна-Палатинат. Једно је од 81 општинског средишта округа Донерсберг. Према процјени из 2010. у општини је живјело 197 становника. Посједује регионалну шифру (AGS) 7333073.

## Географски и демографски подаци
Шталберг се налази у савезној држави Рајна-Палатинат у округу Донерсберг. Општина се налази на надморској висини од 403 метра. Површина општине износи 2,6 km². У самом мјесту је, према процјени из 2010. године, живјело 197 становника. Просјечна густина становништва износи 76 становника/km².